# Domaine d'Okayama

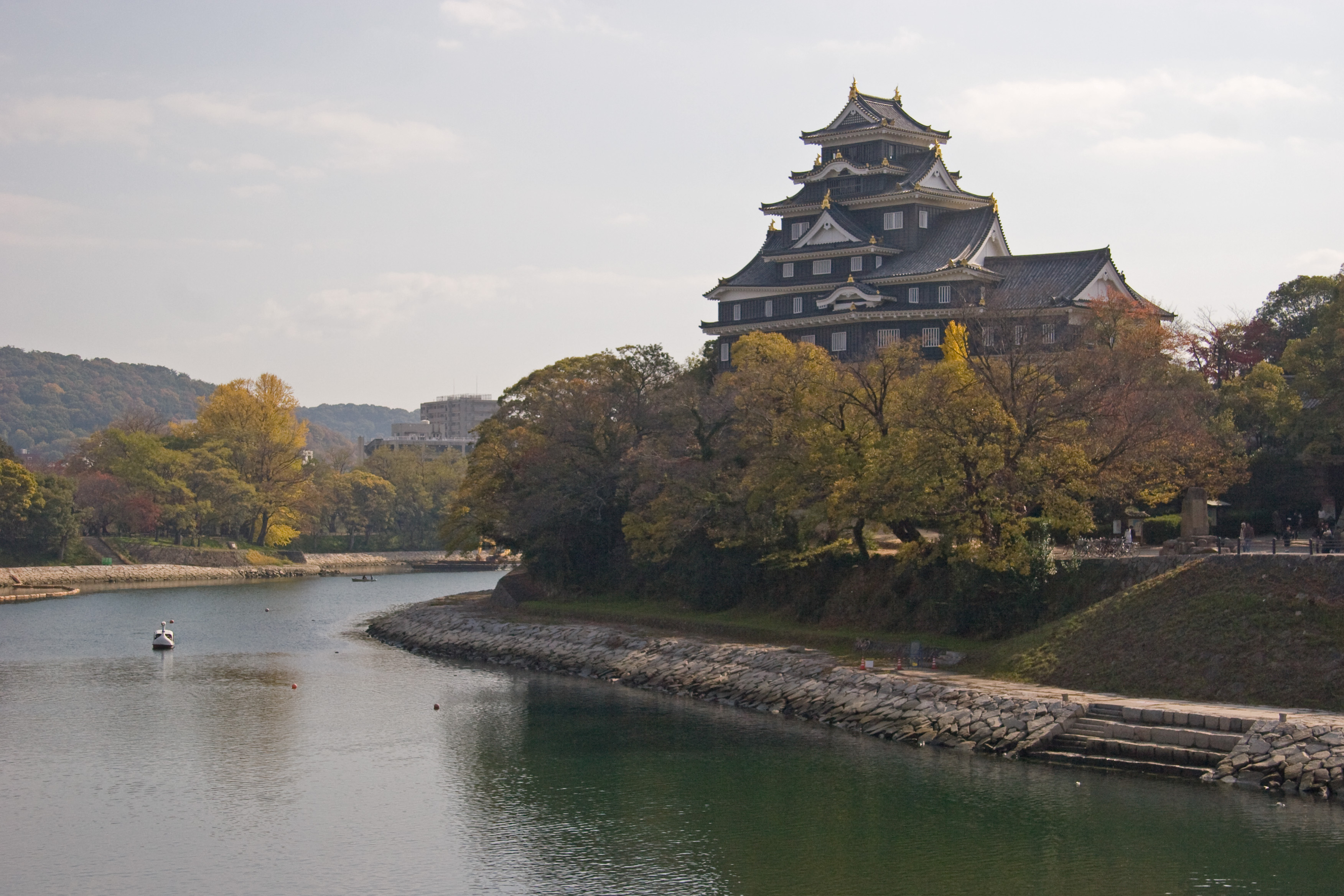
Château d'Okayama.

Le domaine d'Okayama (岡山藩, Okayama-han) est un domaine féodal japonais de l'époque d'Edo situé dans ce qui est maintenant la préfecture d'Okayama. Le domaine se range du côté du gouvernement de Kyoto durant la guerre de Boshin.

## Liste des daimyos
- Clan Kobayakawa, 1600-1602 (tozama daimyo ; 510 000 koku)

1. Kobayakawa Hideaki

- Clan Ikeda, 1603-1632 (tozama daimyo/jun-shinpan ; 280 000 → 380 000 → 315 000 koku)

1. Tadatsugu
2. Tadakatsu

- Clan Ikeda, 1632-1871 (tozama daimyo ; 315 000 koku)

1. Ikeda Mitsumasa
2. Ikeda Tsunamasa
3. Tsugumasa
4. Munemasa
5. Harumasa
6. Narimasa
7. Naritoshi
8. Yoshimasa
9. Mochimasa
10. Akimasa